# Formación Antlers
La Formación Antlers aparece como una banda de estratos a través de Arkansas, Oklahoma meridional y noreste de Texas. Es una formación geológica de unos en 150 metros de espesor compuesta por lutitas arenosas, areniscas de grano medio a grueso, de clasificación moderada a pobre, con matriz arcillosa o cemento calizo. En algunos lugares la arenisca puede ser conglomerática o ferruginosa. De acuerdo con la correlación con el Grupo Trinity de Texas, la Formación Antlers tiene una edad estimada del Aptiense tardío a Albiense temprano. Esta edad es apoyada por la presencia de dos dinosaurios que también se conocen de la Formación Cloverly, Deinonychus y Tenontosaurus.

## Paleontología
- Peces
  - Chondrichthyes
    - Hybodus
    - Lissodus

  - Osteichthyes
    - Amiidae (género y especie indeterminadas).
    - Gyronchus
    - Lepisosteidae (género y especie indeterminadas).
    - Palaeobalistum
    - Semionodidae (género y especie indeterminadas).
- Anfibios
  - Albanerpeton
  - Anura (familia Indeterminada).
  - Caudata (familia indeterminada).
- Reptiles
  - Atokasaurus
  - Atoposauridae (género y especie indeterminadas).
  - Bernissartia
  - Chelonia (familia indeterminada).
  - Glyptops
  - Goniopholididae (género y especie indeterminadas).
  - Naomichelys
  - Pholidosauridae (género y especie indeterminadas).
  - Ptilotodon
  - Scincidae (género y especie indeterminadas).
- Dinosaurios
  - Saurisquios
    - Terópodos
      - Acrocanthosaurus
      - Deinonychus
      - Terópodo indeterminado 
        - Ave indeterminada

    - Saurópodos
      - Sauroposeidon
      - Astrodon

  - Ornitisquios
    - Ornitópodos
      - Tenontosaurus
- Mamíferos
  - Astroconodon
  - Atokatherium
  - Deltatheroida
  - Multituberculata (familia indeterminada).
  - Paracimexomys
  - Tribosphenida (familia indeterminada).